# Nera Stipičević
Nera Stipičević (ur. 21 stycznia 1983 w Makarskiej) – chorwacka piosenkarka i aktorka związana z Chorwackim Teatrem Narodowym w Zagrzebiu. W 2010 roku wraz z Damirem Horvatinčiciem zwyciężyła w V sezonie programu Ples sa zvijezdama.

## Życiorys
Ukończyła studia na Akademii Sztuki Dramatycznej Uniwersytetu w Zagrzebiu.
Była finalistką programów telewizyjnych Turbo Limach Show oraz Story Supernova Music Talents, a w 2004 roku wydała własną płytę pt. Nera. 